# Käravete
Käravete je městečko v estonském kraji Järvamaa, samosprávně patřící do obce Järva. Městečko leží na horním toku řeky Ambla mezi městečky Ambla a Aravete, přibližně 13 km jihozápadně od Tapy.